# Berlin River Drivers
I Berlin River Drivers sono stati una squadra di hockey su ghiaccio, di Berlin, nel New Hampshire.

## Storia
La squadra fu fondata nel luglio 2014 ed avrebbe dovuto partecipare alla successiva edizione della Federal Hockey League. La lega, tuttavia, preferì espandere la lega nel Massachusetts, ritenendolo un mercato più interessante, accettando quindi i Berkshire Battallion e congelando l'iscrizione della squadra di Berlin per una stagione.
Il 20 maggio 2015 fu ufficializzata l'iscrizione della squadra a partire dalla stagione 2015-2016. Nel successivo mese di agosto fu reso noto l'accordo di affiliazione con gli Evansville IceMen della ECHL.
Nella prima stagione non riuscì a qualificarsi ai play-off, mentre nella seconda raggiunse la finale, dove fu sconfitta dai Danville Dashers.
A causa delle aumentate spese e del numero di abbonamenti venduti, troppo basso per coprire i costi, la squadra annunciò la sospensione delle operazioni il 18 maggio 2017.